# تقی‌لار
تقی‌لار (به لاتین: Tağılar) یک منطقه مسکونی در جمهوری آذربایجان است که در شهرستان بردع واقع شده است. تقی‌لار ۲۷۷ نفر جمعیت دارد.